# RE 무스크롱
RE 무스크롱(R.E. Mouscron)은 벨기에 무스크롱을 연고로 하던 축구 클럽이었다. 2009년 12월 28일 재정난으로 해체되었다.

## 성적
- 벨기에 2부 리그: 준우승 1회 (1993–94)
- 벨기에 컵: 준우승 2회 (2001–02, 2005–06)

## 역대 감독
| 감독              | 임기        |
| ----------------- | ----------- |
| 조르주 레이컨스   | 1995 ~ 1997 |
| 로렌조 스타엘런스 | 2002 ~ 2003 |
| 조르주 레이컨스   | 2003 ~ 2004 |
| 미로슬라브 주키치 | 2009        |